# 无备虎鲉
无备虎鲉（学名：Minous inermis）为輻鰭魚綱鮋形目鮋亞目毒鲉科虎鲉属的鱼类，俗名石头斑仔、虎鱼、石狗仔、红枣。分布于印度洋的孟加拉海湾、到西太平洋的菲律宾、日本的三崎以南等处以及中国南海、台湾海峡等海域，棲息深度18-420公尺，體長可達14公分，属于热带较深海小杂鱼，棲息在底層水域，生活習性不明。该物种的模式产地在孟加拉湾。